# Chip (Datenübertragung)
Ein Chip ist in der digitalen Informationsübertragung ein einzelner elementarer Modulationszustand im Rahmen von Direct Sequence Spread Spectrum (DSSS) und darauf aufbauenden Codemultiplexverfahren (CDMA). Die Abfolge verschiedener Chips wird bestimmt sowohl vom Spreizcode als auch von den übertragenen Symbolen, wobei die Chiprate des Spreizcodes typischerweise weit höher ist als die Symbolrate und die Bitrate.

## Allgemeines
Pro Symbol wird eine Folge von Chips übertragen, wobei die Folge zur Frequenzspreizung bestimmte Eigenschaften wie Pseudozufallsrauschen aufweisen muss. Für den Einsatz bei Codemultiplexverfahren werden pro Teilnehmer, die gemeinsam einen Übertragungskanal wie ein Frequenzband zur Funkübertragung benutzen, unterschiedliche Folgen von Chips eingesetzt. Diese Folgen müssen dann neben der Frequenzspreizung weitere Eigenschaften wie ein möglichst kleines periodisches Kreuzkorrelationsmaximum zueinander aufweisen.
In binären DSSS-Systemen wird ein einzelner Chip üblicherweise als ein Rechteckimpuls mit einer Dauer t und der Amplitude +1 oder −1 ausgedrückt, die Folge der einzelnen Chips wird zeitlich aneinandergereiht und zur Übertragung auf eine Trägerfrequenz moduliert. Zur Reduzierung der Intersymbolinterferenz wird die Impulsform der einzelnen Chips vor der Modulation mit Impulsformungsfilter wie dem Raised-Cosine-Filter geformt.
Die Chiprate, abgekürzt cps für chips per second, ist die Anzahl der Chips pro Sekunde, welche gesendet oder empfangen werden. Die Chiprate {\displaystyle c_{c}} ist zwecks Frequenzspreizung immer größer als die Symbolrate {\displaystyle c_{s}} des Übertragungssystems. Das Verhältnis zwischen Chiprate und Symbolrate wird als Spreizfaktor SF, englisch spreading factor, bezeichnet und ist definiert als:
{\displaystyle {\mbox{SF}}={\frac {c_{c}}{c_{s}}}\gg 1}
Der Spreizfaktor ist je nach Anwendung verschieden, typische Werte liegen über 1000. So beträgt bei dem zivilen Global Positioning System (GPS) der Spreizfaktor 20.460. Dieser Wert ergibt sich aus der im zivilen C/A-Code verwendeten Chiprate von 1,023 Mcps und der bei GPS verwendeten Nutzdatenrate, in diesem Fall gleich der Symbolrate, von 50 bps.
Die im Rahmen von Codemultiplexverfahren (CDMA) eingesetzten Folgen zur Erzeugung der Chips sollen dabei ein relativ kleines periodisches Kreuzkorrelationsmaximum zueinander aufweisen, das heißt, sie stehen fast orthogonal zueinander. Codes, die diese Eigenschaft aufweisen und sich zur Erzeugung von Chips besonders gut eignen, sind die Kasami-Folgen und die Gold-Folgen. Letztere werden unter anderem im zivilen GPS eingesetzt.